# Pouso Alegre
Pouso Alegre är en stad och kommun i sydöstra Brasilien och ligger i delstaten Minas Gerais. Folkmängden i kommunen är cirka 140 000 invånare. Staden grundades som ett guldletarsamhälle med namnet Matosinho do Mandu i slutet av 1500-talet, efter att man funnit guld i området.

## Administrativ indelning
Kommunen var år 2010 indelad i två distrikt:
- Pouso Alegre
- Sao José do Pântano

## Befolkningsutveckling
| Område              | Areal (km²)   | Invånarantal 1 augusti 2000 | Invånarantal 1 augusti 2010 | Invånarantal 1 juli 2014 |
| ------------------- | ------------- | --------------------------- | --------------------------- | ------------------------ |
| Kommun              | 543,88        | 106 776                     | 130 615                     | 142 073                  |
| Urban befolkning    | Ingen uppgift | 97 756                      | 119 590                     | Ingen uppgift            |
| ...varav centralort | Ingen uppgift | 97 194                      | 119 017                     | Ingen uppgift            |